# La Fin du jour
Pour l’article homonyme, voir La Fin du jour (ballet).
Pour plus de détails, voir Fiche technique et Distribution.
La Fin du jour est une comédie dramatique française réalisé par Julien Duvivier et sortie en 1939.

## Synopsis
Dans une maison de retraite pour vieux comédiens indigents, cohabitent trois fortes personnalités : Saint-Clair, vieux beau couvert autrefois de succès et de femmes, Marny, talentueux acteur que le public n'a jamais reconnu, et Cabrissade, boute-en-train n'ayant jamais joué dans sa carrière que les doublures.

## Fiche technique
- Titre : La Fin du jour
- Réalisation : Julien Duvivier
- Scénario : Charles Spaak, Julien Duvivier
- Adaptation et dialogues : Charles Spaak

- Musique : Maurice Jaubert
- Assistants réalisateur : Pierre Duvivier, Robert Vernay
- Photographie : Christian Matras, Armand Thirard, Robert Juillard, Ernest Bourreaud
- Montage : Marthe Poncin, assistée de Marie Le Bars
- Décors : Jacques Krauss
- Son : Tony Leenhardt, Antoine Archimbaud
- Production : Robert Vernay, Aris Nissotti
- Société de production : Régina Films
- Format : noir et blanc - 1,37:1 - 35 mm - son mono
- Pays de production :  France
- Langue originale : français
- Genre : mélodrame
- Durée : 108 minutes
- Date de sortie : 
  - France : 24 mars 1939 (première représentation)
- Affiche : René Péron (France)

## Distribution
- Louis Jouvet : Raphaël Saint-Clair
- Michel Simon : Ernest-Nicolas Cabrissade
- Victor Francen : Gilles Marny
- Madeleine Ozeray : Jeannette, la serveuse du café
- Gabrielle Dorziat : Mme Chabert
- Sylvie : Mme Tusini
- Raymone : la patronne du café
- Savinie Lherbay : Mme Philémon
- Gaby Andreu : Danielle
- Gabrielle Fontan : Mme Jambage
- Odette Talazac : la chanteuse
- Émilie Lindey : Mme Varenne
- Marie-Hélène Dasté : Adèle
- Madame Marty : Mme Chavarot
- Louise Marquet : Mme Marcelin
- Henriette Moret : Mme Verdun
- Zélie Yzelle : Mme Berger
- Blanche Denège : Mme Laroche
- Simone Aubry : Germaine
- Simone Gauthier : Juliette
- Luce Camy : Fanny Essler
- Geneviève Soria : Yvette
- Arthur Devère : le régisseur
- François Périer : le jeune journaliste
- Gaston Modot : le patron du café
- Jean Joffre : M. Philémon
- Gaston Jacquet : Lacour
- Charles Granval : Deaubonne
- Pierre Magnier : M. Laroche
- Alexandre Arquillière : M. Lucien
- Jean Coquelin : Delormel
- Henri Nassiet : M. Noblet
- Maurice Schutz : Verneuil
- Gaston Secretan : Montfaucon
- Auguste Boverio : le curé
- Jean Ayme : Victor
- Tony Jacquot : Pierre Andrieu, le chef scout
- René Bergeron : Récamier
- Robert Ozanne : l'administrateur de la maison de retraite
- Georges Bever : le garde-champêtre
- Paul Escoffier : Ruy Gomez
- Camille Beuve : Berthelin
- Fernand Liesse : Marcel
- Pierre Sergeol : l'accessoiriste
- Rafaël Cailloux : M. Félix
- Romain Bouquet : l'aboyeur
- Martial Rèbe : Fernand
- Claude Sainval : l'acteur jouant le rôle du duc de Reichstadt
- Philippe Richard : le maréchal Marmont
- Robert Rollis : un scout
- Claude Bénédict : un pensionnaire
- Georges Denola : un pensionnaire
- Émilie Prévost : une pensionnaire
- Marguerite de Morlaye : une pensionnaire
- Liliane Lesaffre : une pensionnaire
- Jane de Carol : une pensionnaire
- Louis Vonelly : un pensionnaire
- Génia Vaury : une actrice de la tournée
- Victor Vina
- René Lacourt
- Marcel Dumont
- Lise Courbet
- Catherine Carrey

- Des pensionnaires de la maison de retraite pour acteurs de Pont-aux-Dames (commune de Couilly-Pont-aux-Dames, en Seine-et-Marne)

## Commentaires
- Raimu, Michel Simon et Louis Jouvet devaient à l'origine jouer les rôles respectifs de Cabrissade, Saint-Clair et Marny. Quelques semaines avant le début du tournage, Raimu décide toutefois de quitter la production en raison du montant du contrat insuffisant à ses yeux[1]. Michel Simon reprend alors son rôle, Louis Jouvet celui de Michel Simon, et Victor Francen rejoint la distribution pour celui qui devait être tenu par Jouvet[2].
- Le film fut tourné à Lourmarin, aux Baux-de-Provence et dans la région d'Aix-en-Provence, en novembre 1938 et au studio de Joinville-le-Pont et chez Filmsonor à Épinay-sur-Seine en décembre 1938[1].
- On proposa à Jean Marais un petit rôle dans ce film réunissant une pléiade d'acteurs mais ce dernier considérant que son emploi était maigrelet, mieux valait pour lui de le refuser et de laisser le champ libre au jeune François Périer[3].

## Distinctions
- National Board of Review 1939 : meilleur acteur dans un film étranger pour Michel Simon
- New York Film Critics Circle Awards 1939 : seconde place des meilleurs films étrangers